# Live (альбом Quartz)
Live — первый концертный альбом британской хеви-метал-группы Quartz, вышедший в 1980 году. Переизданный в 2008 году на CD, альбом входит в серию дисков «N.W.O.B.H.M The Hall Of Fame Collection». Также, как и их предыдущий релиз, был спродюсирован бывшим менеджером Deep Purple Дереком Лоуренсом.

## Об альбоме
Концертник вышел в конце того же года, что и альбом Stand Up and Fight 1980 года. Как и их предыдущий релиз, также был спродюсирован бывшим менеджером Deep Purple Дереком Лоуренсом. Также на этом альбоме опять же нет Николса, так как он ушёл в более известную хард-рок-группу Black Sabbath.

## Список композиций

### Сторона А
1. «Street Fighting Lady» — 4:20
2. «Good Times» — 3:36
3. «Mainline Rider» — 3:32
4. «Belinda» — 5:42

### Сторона Б
1. «Count Dracula» — 8:43
2. «Around & Around» — 6:30
3. «Can’t Say No to You» — 6:17
4. «Round Over Beethoven» — 5:45

## Участники записи
- Mike Taylor — вокал
- Mick Hopkins — гитара
- Malcolm Cope — ударные
- Derek Arnold — бас-гитара

Технический состав
- Derek J. Lawrence — Продюсер
- Pete Vernon — Фотограф
- Mark Phillips — Инженер